# Ministr přídělového systému a zásobování Izraele
Ministr přídělového systému a zásobování (hebrejsky שר הקיצוב והאספקה‎, sar ha-kicuv ve-ha-aspaka) byl člen izraelské vlády a krátkodobě existující ministerské portfolio. Vzniklo 26. dubnu 1949 po projevu premiéra Davida Ben Guriona, kterým vyhlásil program úsporných opatření, a zastával jej Dov Josef. Nedlouho poté však Ben Gurion usiloval o zrušení ministerstva, čehož dosáhl po vytvoření své druhé vlády v říjnu/listopadu 1950 (jeho první vláda padla částečně v důsledku vnitrostranické krize ve straně Mapaj nad rušením ministerstva).